# Acanthodactylus aureus
Espèce
Synonymes
- Acanthodactylus inornatus aureus Günther, 1903

Acanthodactylus aureus est une espèce de sauriens de la famille des Lacertidae.

## Répartition
Cette espèce se rencontre dans le Sud du Maroc, en Mauritanie et au Sénégal.

## Publication originale
- Günther, 1903 : Reptiles from Rio de Oro, Western Sahara. Novitates Zoologicae, vol. 10, p. 298-299 (texte intégral).